# أنتوني ماي
أنتوني ماي (بالإنجليزية: Anthony May)‏ هو ممثل بريطاني، ولد في 23 مايو 1946 في المملكة المتحدة.

## وصلات خارجية
- أنتوني ماي على موقع IMDb (الإنجليزية)
- أنتوني ماي على موقع قاعدة بيانات الفيلم (الإنجليزية)